# Дјевинска Нова Вес
Дјевинска Нова Вес (слч. Devínska Nová Ves, хрв. Devinsko Novo Selo) је градска четврт Братиславе, у округу Братислава IV, у Братиславском крају, Словачка Република.

## Становништво
Према подацима о броју становника из 2011. године градско насеље је имало 15.655 становника.